# 石洞口
石洞口是中華人民共和國上海市寶山區長江沿岸的一個地名，清朝嘉慶二十年（1815年），當局在此建造石洞，故得名石洞口。此處設有能通往崇明區的輪渡碼頭石洞口客運碼頭、上海市最大的污水處理廠之一的石洞口城鎮污水處理廠與上海三大電力基地之一的石洞口發電廠。